# Neolophonotus truncatus
Neolophonotus truncatus är en tvåvingeart som beskrevs av Jason Gilbert Hayden Londt 1985. Neolophonotus truncatus ingår i släktet Neolophonotus och familjen rovflugor.
Artens utbredningsområde är Namibia. Inga underarter finns listade i Catalogue of Life.